# Berg im Gau
Pour les articles homonymes, voir Berg.
Berg im Gau est une commune de Bavière (Allemagne), située dans l'arrondissement de Neuburg-Schrobenhausen, dans le district de Haute-Bavière.